# Бессчастнов, Александр Александрович
Александр Александрович Бессчастнов (1966 — 12 октября 2021, Одесса, Украина) — советский и украинский шашист, международный гроссмейстер по шашкам-64 и международный мастер по шашкам-100. Чемпион СССР среди юношей по шашкам-100 (1984), победитель и призёр чемпионатов Украины по международным и  русским шашкам.

## Биография
В 1974 году начал заниматься шашками в Одессе под руководством Михаила Корхова. Одессит достаточно быстро получил звание мастера спорта, но долгое время ему не удавалось на равных соревноваться с представителями харьковской шашечной школы, которым он уступал в психологическом настрое на победу. Только в 1983 году в его результатах наметился значительный прогресс, и на следующий год Бессчастнов разделил первое место в чемпионате СССР по международным шашкам.
В 1991 году Бессчастнов выиграл чемпионат Украинской ССР по шашкам-100 среди взрослых. После обретения Украиной суверенитета он завоевал бронзовую медаль национального первенства в 2004 году в своей родной Одессе. Становился призёром чемпионата Украины также в быстрых шашках-64. В 2001 году Бессчастнову было присвоено звание международного гроссмейстера по шашкам-64.
В последние годы жизни страдал от потери зрения. На операцию для Бессчастнова коллеги собирали деньги. Умер в октябре 2021 года на 55-м году жизни.